# Arthar Dadakharka
Arthar Dadakharka (en népalais : आर्थर डाँडाखर्क) est un comité de développement villageois du Népal situé dans le district de Parbat. Au recensement de 2011, il comptait 2 618 habitants.